# U-Verlagerung

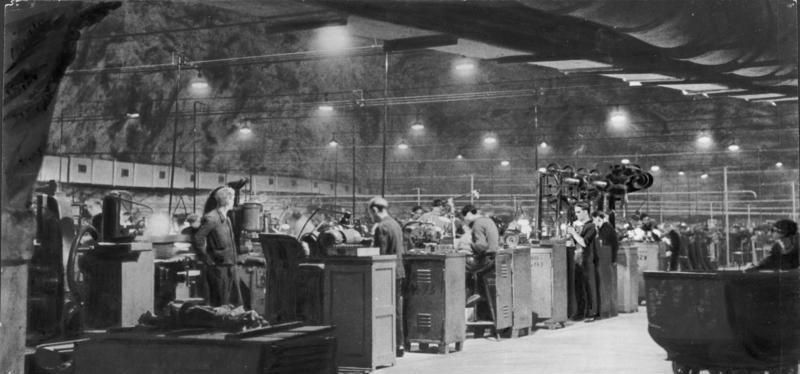
Deutscher Rüstungsbetrieb unter Tage, ca. 1942/1944

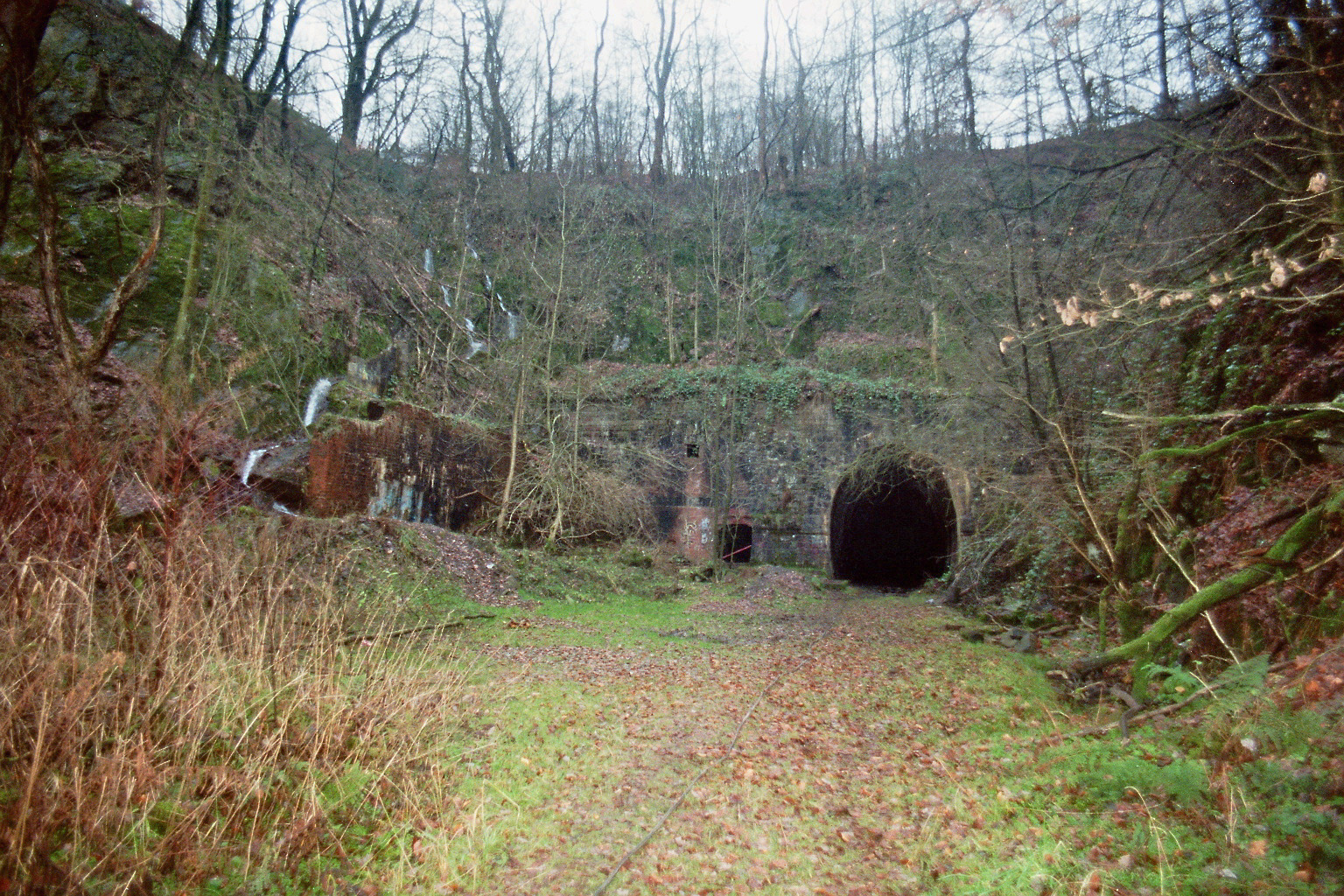
Zugang zur ehemaligen U-Verlagerung Kauz im 722 m langen Schee-Tunnel der Bahnstrecke Hattingen–Wuppertal

U-Verlagerung (Untertage-Verlagerung) bezeichnet eine Vielzahl von unter die Erdoberfläche verlagerten, deutschen Rüstungs-Produktionsanlagen während des Zweiten Weltkriegs.

## Bauten
Nachdem die deutschen Rüstungsbetriebe Peenemünde durch die britische Operation Hydra stark beschädigt worden waren, beschloss die NS-Regierung die Verlagerung von kriegswichtigen Fabriken unter Tage. Vor allem in alten Bergwerken, Eisenbahntunneln oder in neu angelegten Stollen fanden die Betriebe Platz. Neben der dargestellten Bahnstrecke Hattingen–Wuppertal war auch die nahegelegene Bahnstrecke Witten–Schwelm betroffen: Dort nutzte man den Silscheder Tunnel, den Klosterholztunnel, den Schwelmer Tunnel und den Linderhauser Tunnel mit den Tarnnamen „Buchfink“, „Goldammer“ und „Meise“ (Letzterer bezog sich aufgrund der parallelen Lage sowohl auf den Schwelmer als auch auf den Linderhauser Tunnel) für die Rüstung, in denen Zwangsarbeiter Waffen herstellen mussten. Der große Arbeitskräftebedarf in den U-Verlagerungen wurde durch Zwangsarbeiter und KZ-Häftlinge neu errichteter Konzentrationslager gedeckt. Das größte der eigens für die U-Verlagerung gebauten Lager war das KZ Mittelbau-Dora, dessen Häftlinge in der Stollenanlage im Kohnstein bei Nordhausen eingesetzt wurden. Die Zwangsarbeiter wurden unmenschlich behandelt, alleine in Mittelbau-Dora starben in eineinhalb Jahren 20.000 Menschen.
Insbesondere wurde die Herstellung synthetischen Benzins im sogenannten Geilenberg-Programm unter die Erde verlegt. Das Programm wurde nach Edmund Geilenberg, dem Generalkommissar für Sofortmaßnahmen beim Reichsministerium für Rüstung- und Kriegsproduktion benannt.
Unter der Regie des Jägerstabs wurde die deutsche Flugzeugindustrie dezentralisiert und in unterirdische Entwicklungs- und Produktionsanlagen verlegt. Hierzu gehörte auch der Rüstungsbunker mit dem Tarnnamen Weingut I bei Mühldorf am Inn.
Auch am Freienseener Tunnel in Hessen gab es eine zweite Röhre für ein derartiges Vorhaben. Ein Tarnname wurde nicht verwendet.

## Nachwirkung
Durch eine (unterirdische) Westverlagerung von Rüstungsindustrien konnten viele im Osten des Reiches angesiedelten Betriebe der Roten Armee und der sowjetischen Besatzungszone entgehen und somit nach Kriegsende ihre Produktion in anderer Form weiterführen. Der erwartete totale Zusammenbruch der attackierten Rüstungsbetriebe konnte von den Alliierten nicht erreicht werden. Ein wesentlicher Grund war, dass die Luftangriffe zwar starke Schäden an Gebäuden anrichteten, aber die Maschinen selbst wesentlich geringer beschädigt wurden. Sie konnten daher oft geborgen und verlagert werden. Das Überdauern der Maschinen war eine wichtige Voraussetzung für das in der Nachkriegszeit einsetzende Wirtschaftswunder.

## Galerie

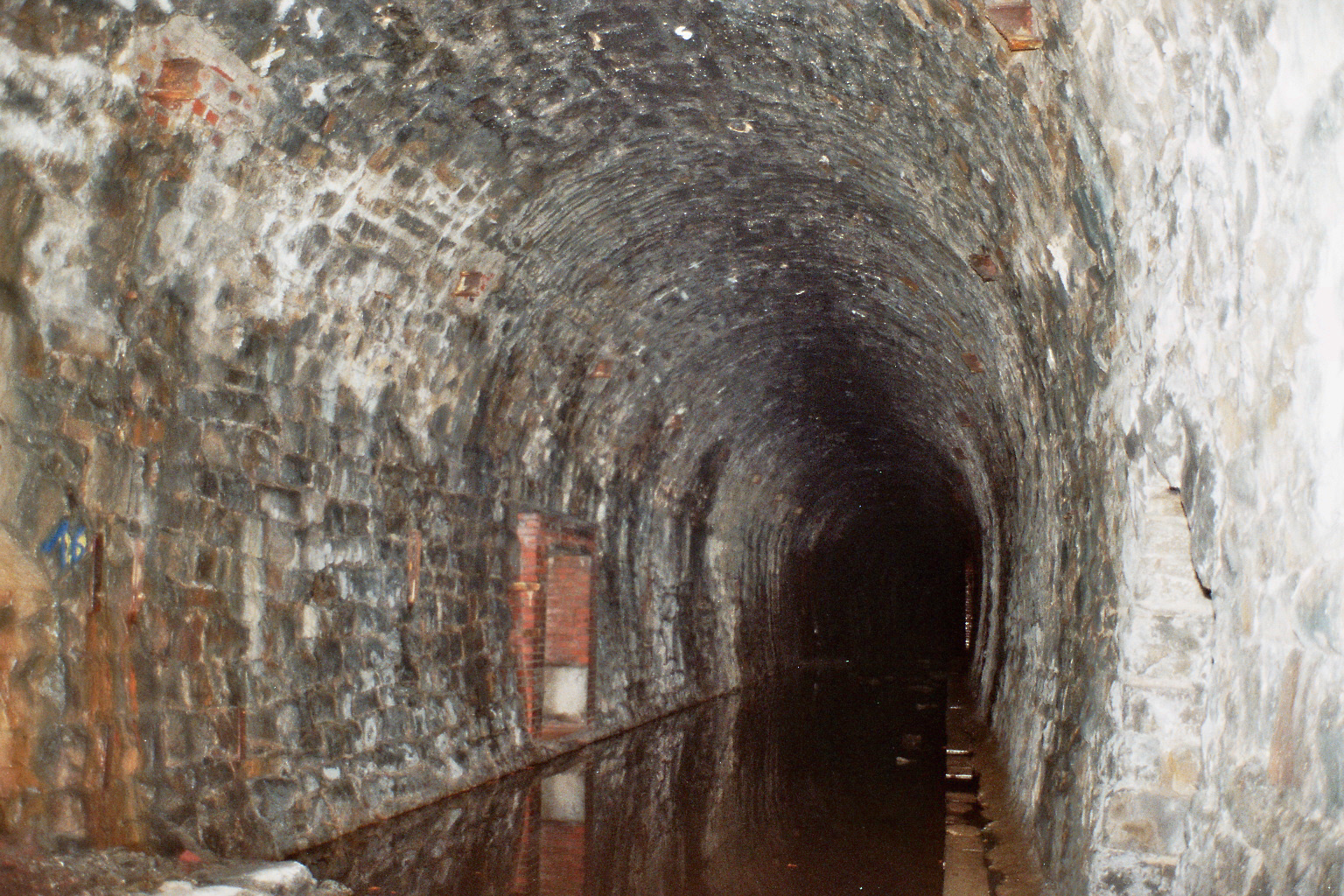
Das heutige Innere der ehemaligen U-Verlagerung Kauz. Erkennbar ist eine Reihe von mittlerweile wieder abgetrennten Stahlträgern, mit deren Hilfe eine Kranbahn mit einer Laufkatze in den Tunnel eingezogen wurde.

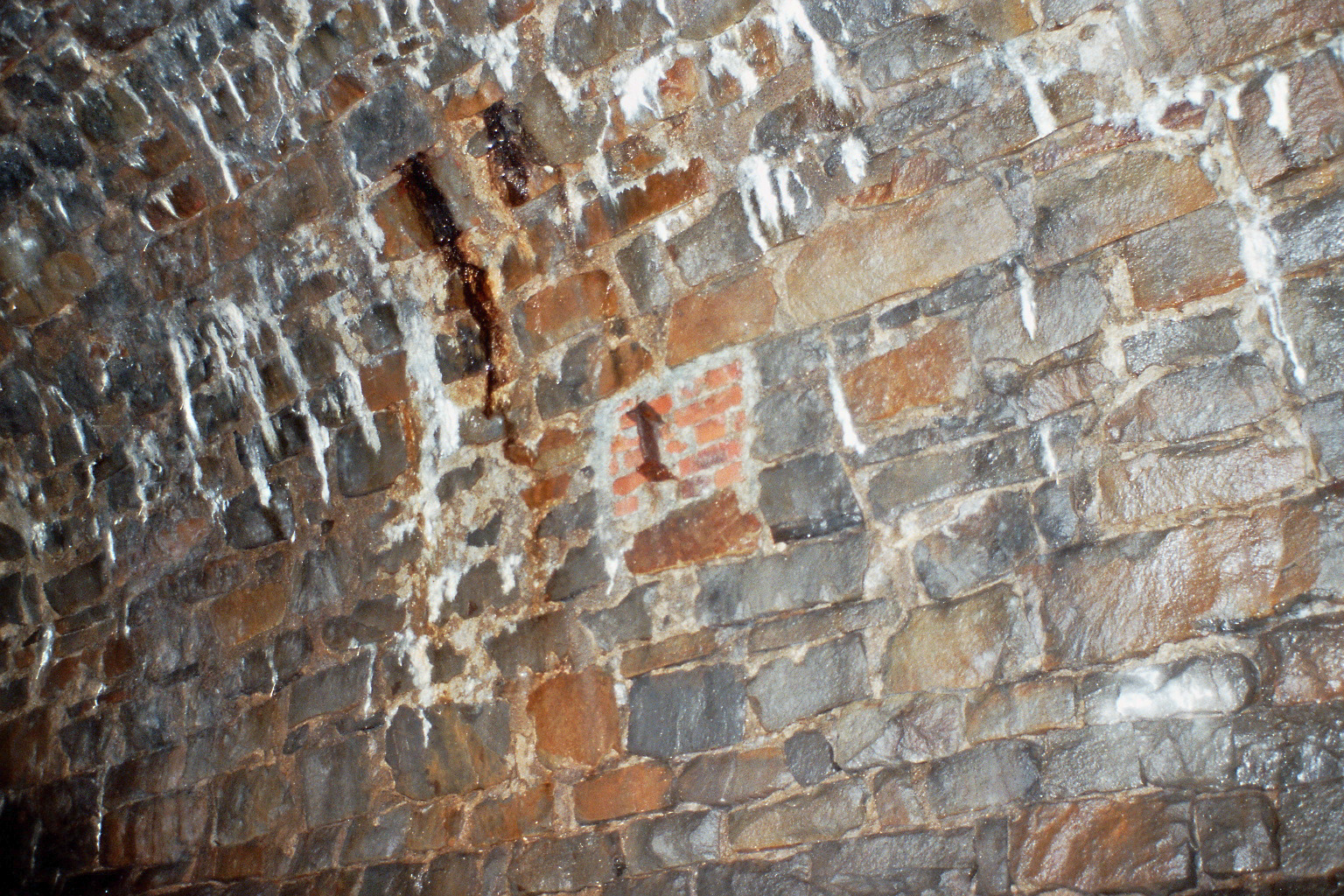
Reste abgetrennter Stahlträger
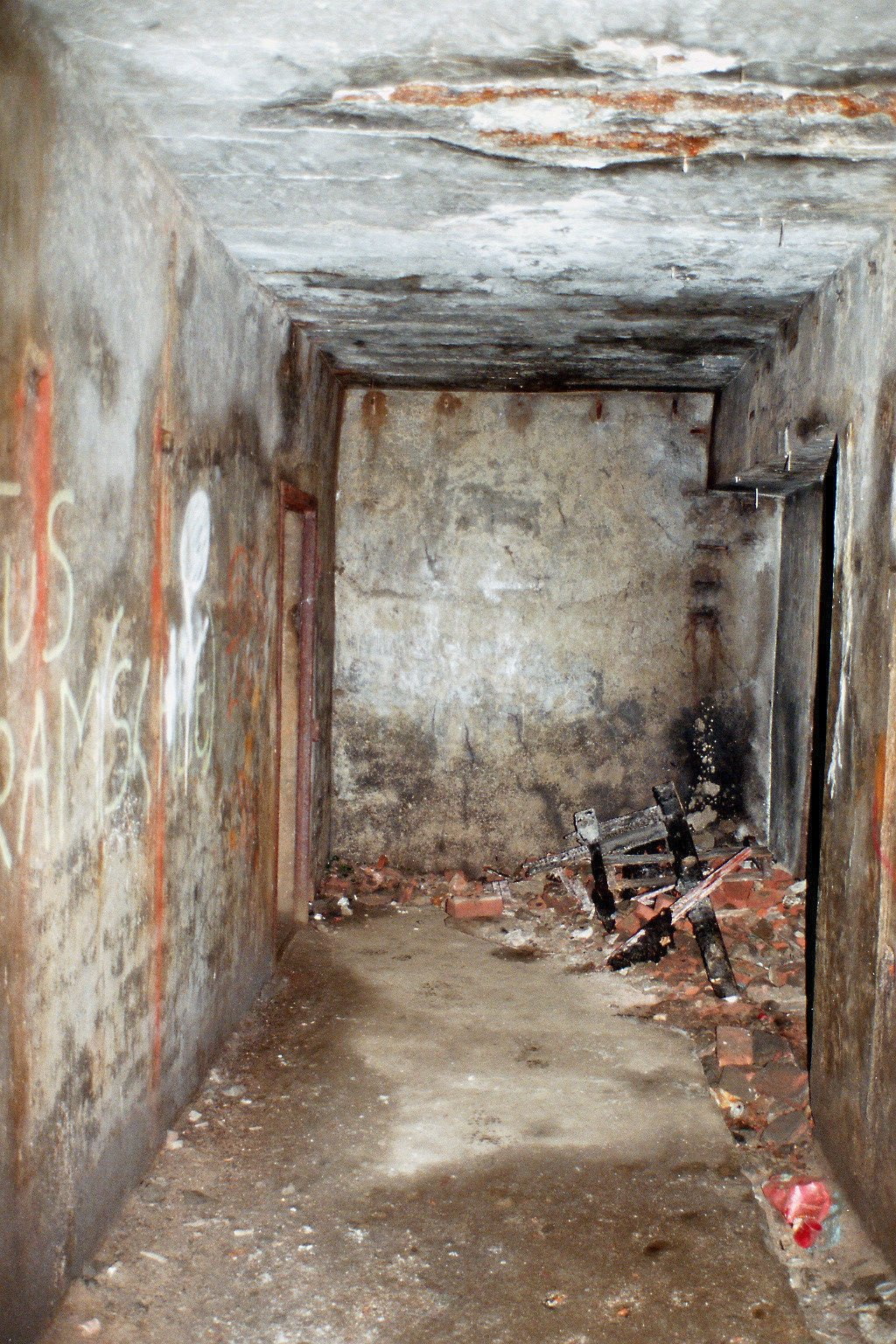
Eine Nebenkammer in der U-Verlagerung Kauz
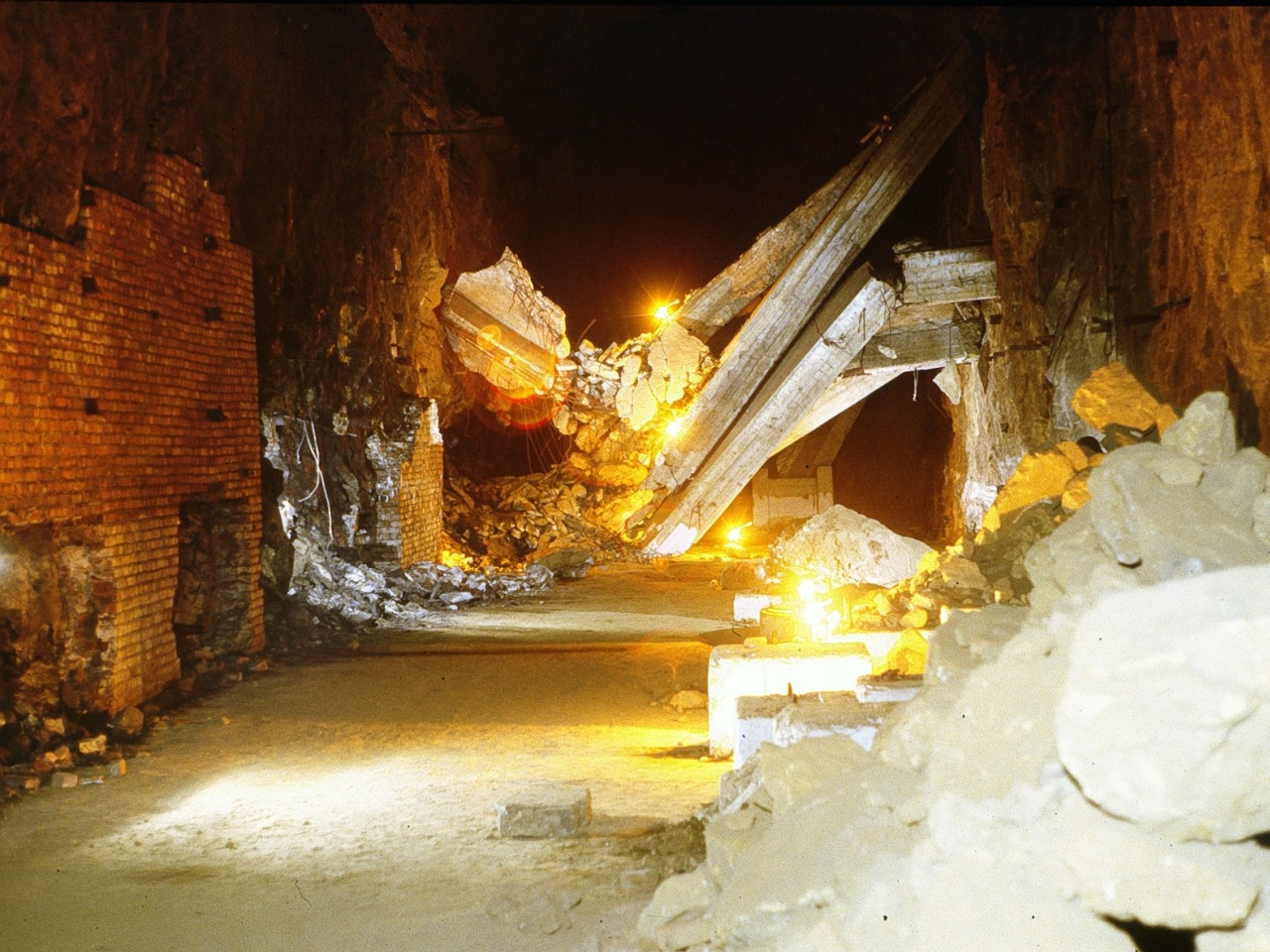
Maschinenhalle Dachs I ⊙ Porta Westfalica
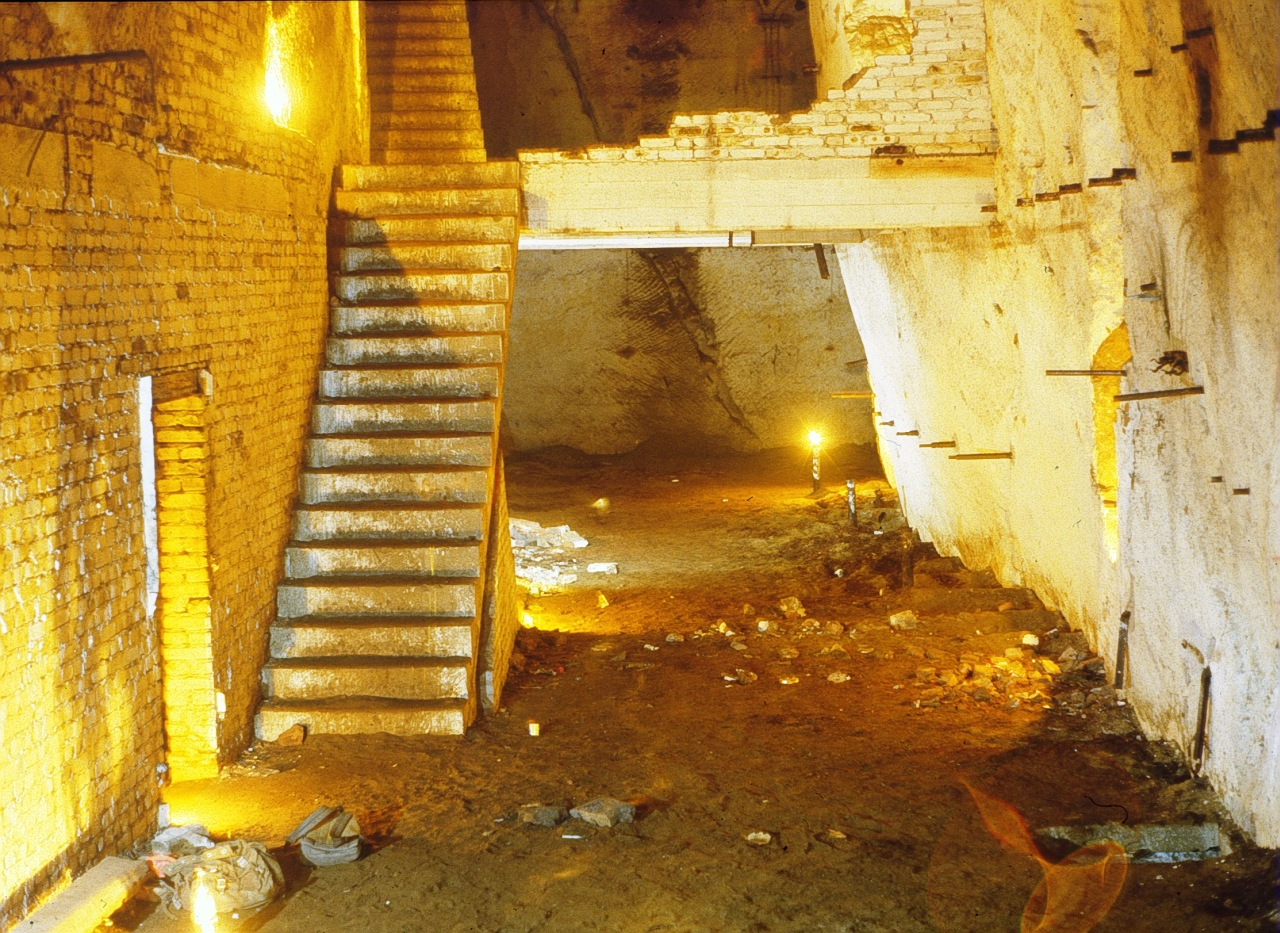
Treppenhaus in den Röhrenwerken Stöhr 1 ⊙ Porta Westfalica
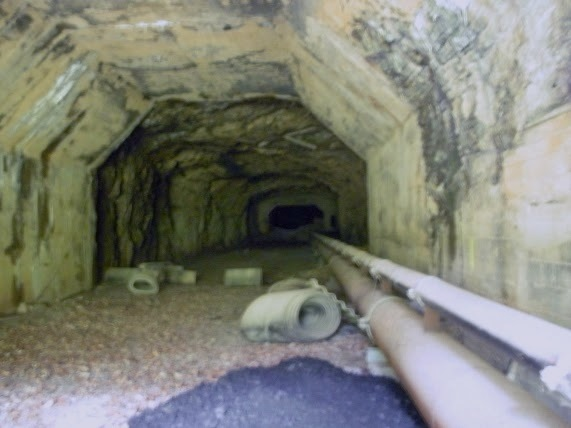
Stollen von Schwalbe I im Hönnetal
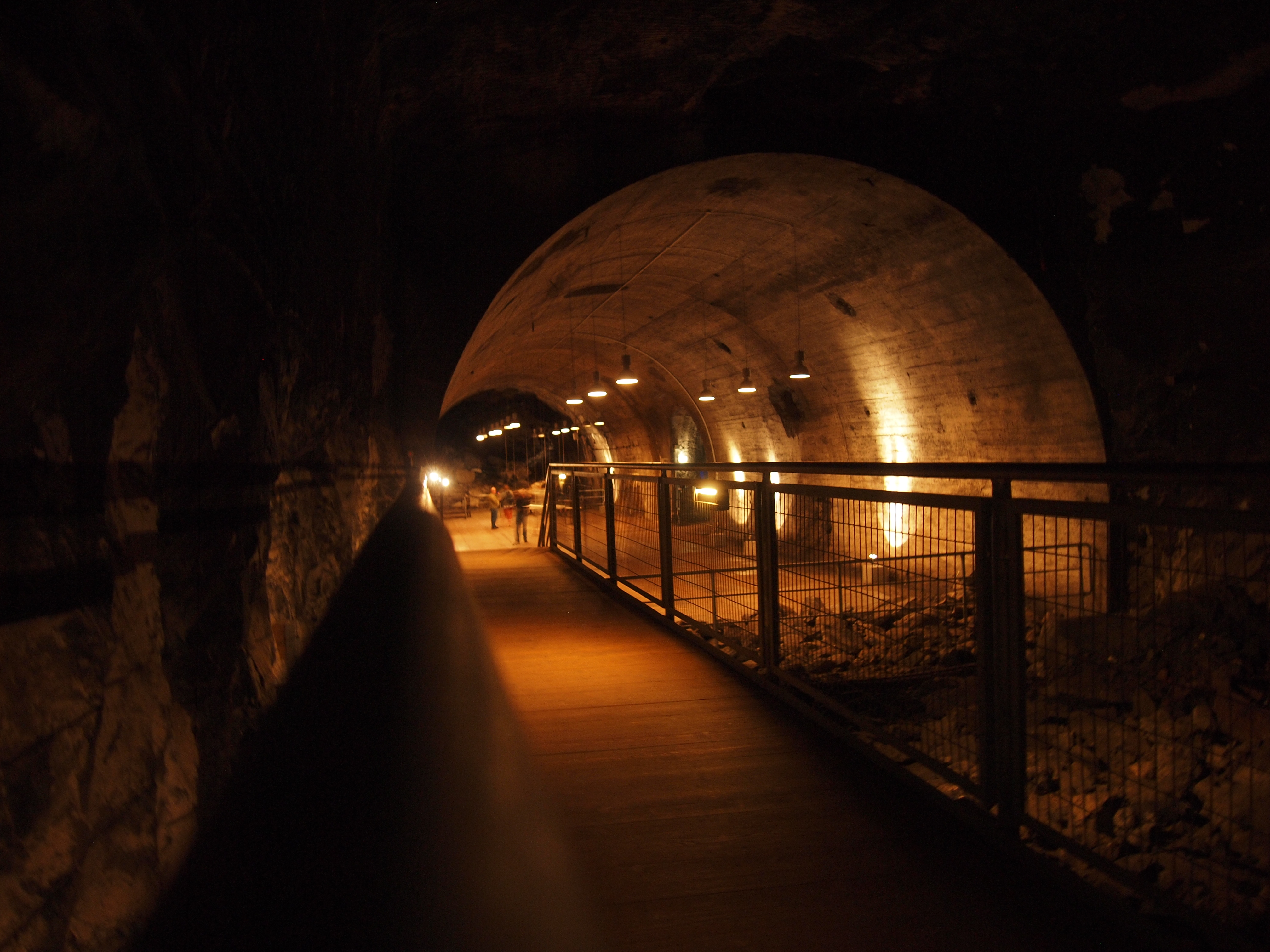
Mittelbau Dora bei Nordhausen